# Hibay Károly
Hubói Hibay Károly (Szeged, 1890. augusztus 20. – Eger, 1924. május 9.) magyar orvos. A köztudatban a szegények orvosaként is ismerték, mert korán népszerűvé vált amiatt, hogy a szegényeket ingyen kezelte, sőt édesapja patikájában a gyógyszerekhez is ingyen juttatta őket. 1924-ben egy kiütéses tífuszban szenvedő cigánylány vizsgálata közben elkapta a betegséget, és egy hetes haláltusa után elhunyt, betege azonban meggyógyult. Egerben a hivatását haláláig teljesítő orvos szimbólumává vált.

## Származása és családja
A Hibay név először 1749. október 24-én bukkan fel az egri anyakönyvekben. A család a XIII. században kapott nemességet hubói előnévvel, irataikat a Pest vármegyei, a jászói és a Gömör megyei levéltárak őrzik.
Az ős-Hubayak a Gömör megyei Hubóról származnak, amely ma szlovákul Hubovo község a Besztercebányai kerületben, a Rimaszombati járásban található. A Hubayak egy része a középkorban áttért a protestáns hitre, ezért a család katolikus tagjai Hibayra változtatták nevüket.
Az első Heves vármegyéből ismert Hibay György (1711-1771) felesége Takács Mária (1744-1772) volt, akikről csak annyit őriztek meg a feljegyzések, hogy 1766-ban 26,5 akó boruk termett a Ráchegyen. Gyermekük Ádám (1762-1826) 1793-ban Szűcs Máriát (1764-1826) vette nőül. A házasságból született Hibay (II.) György (1801-1844) szűcsszabó mester, aki 1823-ban lépett házasságra Glósz Erzsébettel (1806-1864). Házasságukból 9 gyermek született. Elsőszülött fiuk (III.) György (1825-1905) – vagyis dr. Hibay Károly nagyapja – szorgalmas szabó mesterként hosszú évtizedek alatt megteremtette a Hibayak vagyonát és társadalmi elismertségét.
Hibay (III.) György 1858-ban vette feleségül Weszelovszky Máriát (1840-1866). Ebből a házasságból két gyermek született: az első lány korán elhalt, és Hibay (IV.) György (1862-1926) születése után nem sokkal Weszelovszky Mária is távozott az élők sorából. Ennek a vagyonosodásnak is köszönhető, hogy a Hibayak ezen ágának egyetlen fiúgyermekét, Hibay (IV.) Györgyöt, vagyis dr. Hibay Károly apját a családnak már sikerült kitaníttatni: gyógyszerész-doktorként Szegő László gyógyszerész mellett társtulajdonosa lett az egri Kígyó patikának és nevükhöz kötődik a századfordulón híres, Egri víz készítése és forgalmazása is.
Dr. Hibay (IV.) György gyógyszerész 1862. február 26-án született Egerben, s 1880-ban érettségizett az egri Ciszterci Rend Szent Bernát Gimnáziumában. Gyógyszerész diplomát, majd gyógyszerész doktori oklevelet szerzett a kolozsvári Magyar Királyi Ferencz József Tudományegyetemen. Reáljogú gyógyszertárral rendelkezett Szegeden, amely a Széchenyi téren állt és a Szent Háromsághoz nevet viselte. E patika üzleti jogát 1831-ben dr. Aigner Károly nyerte, aki 1828-ban szerezte gyógyszerész oklevelét. Ő lesz később Hibay (IV.) György apósa, hiszen az egri kötődésű gyógyszerész annak lányát, Aigner Irént (1869-1954) vette feleségül.
Jegyességüket 1888 januárjában jelentették be Szegeden és 1888.május 12.-én össze is házasodtak. A fiatalok a dél-alföldi városban kezdték meg életüket, a Széchenyi tér 6. szám alatt. Fiaik, György és Károly itt látták meg a napvilágot. Vagyis dr. Hibay Károly a közhiedelemmel ellentétben nem egri születésű. E házasságból később még két lány született, Irén és Aranka, két gyermekük pedig még kicsi korukban elhaltak. 

## Életútja

### Ifjúkora és tanulmányai
Gimnáziumi tanulmányait Egerben, a Ciszterci Rend katolikus főgimnáziumában végezte. Tanulmányait Budapesten az orvostudományi egyetemen folytatta, ahol 1913 augusztusában szerezte meg orvosdoktori oklevelét, majd egyetemi gyakornokként működött tovább Budapesten, a II. számú Szülészeti és Nőgyógyászati Klinikán.
1914-ben egyéves önkéntes katonai szolgálatát teljesítette a tiroli vadászezredben, miután a Monarchia hadseregében tartalékos tisztté léptették elő. 1915 tavaszán Hibay Károlynak fontolóra kellett vennie, hogy vajon az egyéves önkéntes szolgálat után maradjon-e a hadsereg kötelékében. Belső vívódásai után, 1915 őszén megkezdte tényleges frontszolgálatát, ahol Karl Hibay von heubo hadnagyként említik az 1917. január 1-jén egy, a Monarchia által kiállított okiratban. A katonai összeomlás után, 1920-ban került vissza Egerbe. 
Életében jelentős változás következett be 1921-ben, amikor Egerben házat bérelt apja patikájával szemben. 1922. július 29-én, a parádi gyógyfürdő társalkodójában megrendezett Anna-bálon megismerte Hartl Editet. (A találkozás valószínűleg emlékezetes maradt a fiatal nő számára, hiszen haláláig őrizte a táncestély 80 koronás belépőjegyét kék-sárga szalaggal áttűzve.) A két nevezetes egri család sarja 1922. október 4-én a budapesti Józsefvárosi plébánián esküdött meg egymással. 

### Orvosi pályafutása
Dr. Hibay Károly, házasságkötése után az egri Szent Vince Kórház Alapítványi Női Kórházában dolgozott mint belgyógyász és szülész főorvos.
Az orvosdoktor 1921. február 20-án vette bérbe az egri Piac tér és Érsek út sarkán lévő emeleti lakást, évi 10.000 koronáért.
Az 1923-as esztendőt Károly és felesége már itt töltötték, hiszen közös gyermekük, Hibay (VI.) György (1923-2006) Egerben született szeptember 29-én, a Piac tér (ma: Dobó tér) és az Érsek út sarkán bérelt ház emeleti szobájában. A fiatal pár mindennapi életét ekkor már Károly hivatástudata és munkaszeretete határozza meg. Hibay Károly tele volt tervvel és életenergiával. A kórházi munka és a rendszeressé váló éjszakai beteghívások mellett volt ereje arra is, hogy az országszerte alakuló csecsemő- és gyermekvédelmi feladatokat ellátó mozgalomba, a Stefánia dispanzerbe is bekapcsolja Egert, amelynek vezető orvosa lett. 
Praxisára jellemző volt, hogy 1921. év négy hónapjára 300 koronaadó fizetésére kötelezték, az 1922-es esztendőre pedig 60.000 koronás forgalmat állapítottak meg 900 korona adókötelezettség mellett. A betegek jelentős része azonban nem fizető volt. Elhíresültek a doktor N. S. azaz „Non Solvens” feliratú receptjei. A „nem fizető” megjegyzéssel ellátott orvosságos papírokat azok a betegek kapták, akiknek anyagi helyzete nem tette lehetővé a gyógyszer kiváltását, vagy jelentősen megterhelte volna családi kasszáját. Ezeknek a megjelölt recepteknek a beváltásakor dr. Hibay (IV.) György tudta, hogy fia azt akarja, térítés nélkül adja ki a Kígyó patika az orvosságait. Az orvosdoktor rövid másfél évig tartó egri praktizálása alatt egész köteg „Non Solvens” feliratú recept gyűlt össze a patikában, melyre a gyógyszerész apa fia halálakor sírva mutatott: „ennyi maradt dr. Hibay Károly után.” 
Eme családi patika volt az, amely ékes példaként szolgált a doktor humorérzékére, mely nem mellesleg kedveltté tehette társasági körökben őt: apja patikájáról, a Kígyóról tréfásan azt mondogatta: aki itt vásárol az „kígyó”-gyul a betegségből… 
Nekrológjának mondataiból leszűrhető, hogy a város ligetes helyén olyan épületről álmodott, amely alkalmas lenne a csecsemők és kisgyermekek ápolására, gyógyítására. Ugyanakkor elsőként látta el a megyében az Egri Kerületi Munkásbiztosító Pénztár orvosi teendőit is, ellenszolgáltatás nélkül. Legendáját mégsem a végtelennek tűnő munkabírása szülte, hanem az emberszeretete.
Több nekrológja is felidézi azokat az eseteket, amikor elaggott és kiszolgáltatott betegeitől nemhogy pénzt nem fogatott el, hanem távozásakor rendszerint a párnájuk alá csúsztatott némi aprót, amely élelemre, tüzelőre és gyógyszerre volt elegendő.
Ennek a híressé vált segíteni akarásnak a jelei azok a mondatok, amelyek a munkásságát méltató cikkekben rendre felbukkannak:  „kiváló tudású, nagyszívű, erős jellemű”, „legnagyobb szívű emberbarát”, „egy ember, ki mindenkihez jó volt, ki nem úgy szerette embertársait, mint önmagát, de még jobban”  és „a nagy munkát fáradhatatlanul, igazi önfeláldozással, soha nem idegenkedve, nemes türelemmel, szerető szívének kedves melegével végezte.”  Ezek, a kor gondolkodását, stílusát és nem utolsósorban dr. Hibay Károly jellemét kifejező mondatok azok, amelyek leginkább segítenek megérteni a legenda keletkezésének előzményeit. 

### Halála
A „szegények orvosaként”  ismert egri doktor halálának okai pontosan ismertek: 1924-ben egy kiütéses tífuszban szenvedő cigánylányt vittek be a kórházba vizsgálatra. A fertőző beteget ─ aki később felgyógyult ─, a két belgyógyászati kórterem melletti sötét, ablaktalan szobában helyezték el. A vizsgálatot végző Hibay Károlyt a rossz megvilágítású szobában megcsípte és megfertőzte a betegséget terjesztő tetű. A betegség első jeleinek mutatkozásakor Hibay Károly csak egyetlen sort függesztett ki ajtajára:  „Beteg vagyok, pár napig nem rendelek. Hibay.”  Szervezete tíz napig küzdött a magas lázzal járó kórral, miközben a legjobb orvosok, igyekeztek a beteg segítségére lenni. 
A betegségnek hamar híre ment. Nem csupán az utcán volt szóbeszéd a doktor állapota, hanem egy idő után a köszönést is felváltotta a kérdés: „Hogy van Hibay doktor?” Nemcsak a Hibay patikában fordultak meg naponta több százan a beteg állapota után érdeklődve, hanem az Egri Népújság hasábjain is rendszeresen közöltek róla cikket. A betegség ötödik napján „Hibay Károly állapota” címmel reménykedő írás jelent meg, amelyben a javulás jeleiről számoltak be. Habár megjegyezték, nehéz diagnózist mondani, lévén e betegségnek nincs szabályszerű fordulópontja.
A kilencedik napon „Ember, akit az emberek nagyon szeretnek…” címmel készült írás a szerkesztőségben, ám a cikk már nem készülhetett el. Az aggódó egrieknek már csak a halál tényét jelenthették be. Hibay Károly haláltusája megszüntette a társadalmi és vallási különbségeket a városban: zsidók és keresztények, napszámosok és úriemberek imádkoztak hitük szerint az orvos gyógyulásáért, amikor 1924. május 9-én, pénteken este fél 8-kor bekövetkezett a vég. A halál fölötti döbbenet végigfutott a városon. A temetést, a fertőzés továbbterjedésének megelőzése érdekében gyorsan megszervezték. 8-10 ezer ember kísérte utolsó útjára. Május 11-én temették el az egri Hatvani temetőben. A temetésről a május 13-án megjelent városi lap „Mártírt temettek” címmel számolt be, amelyben „a felebaráti szeretet vértanújának” nevezték, a 34 éves korában elhunyt orvost. 

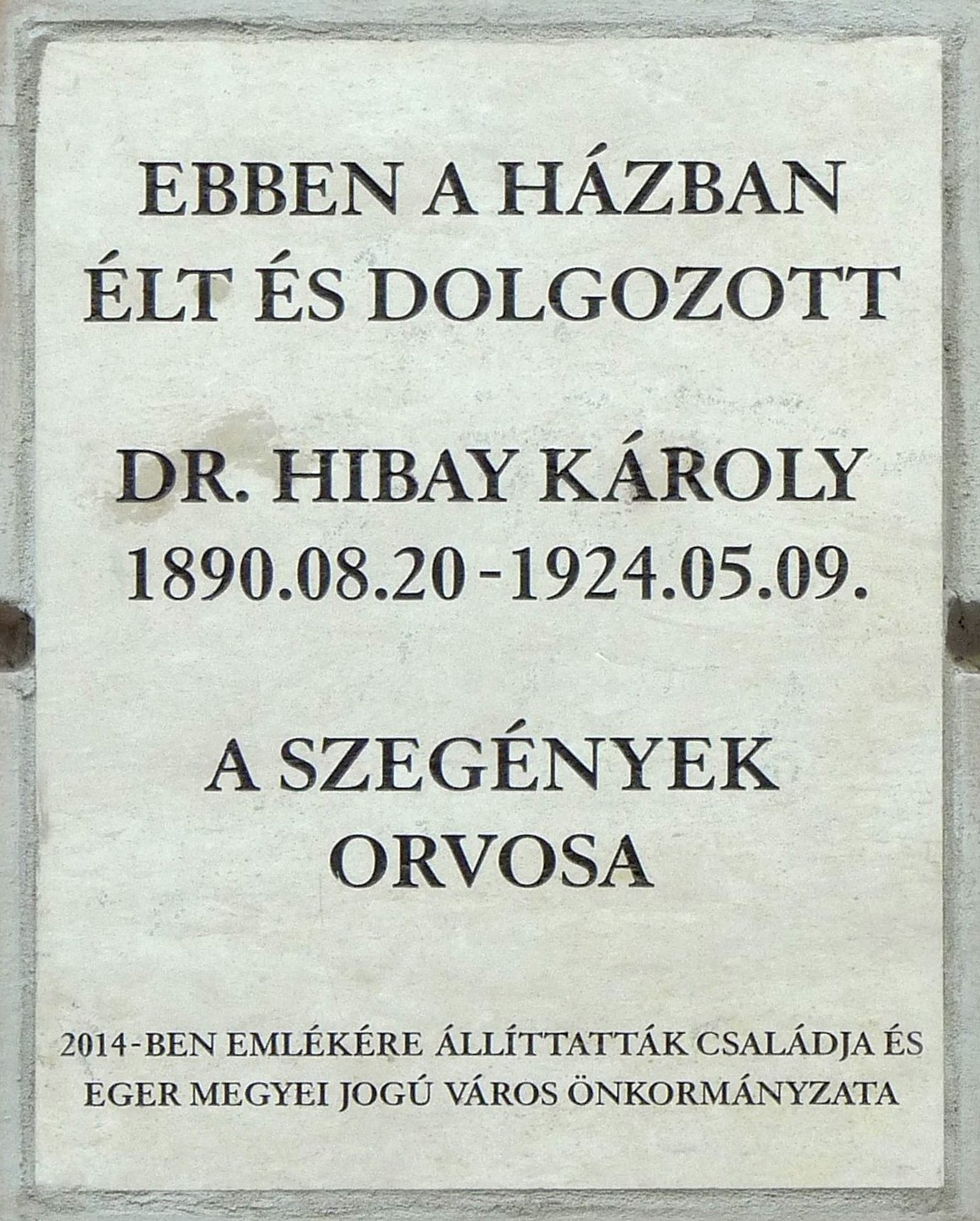
Hibay Károly emléktáblája Egerben, az Érsek utcában

## Emlékezete
- A második világháború után Egerben róla nevezték el, az egykori Újvilág utcát.[12]
- 1991 decemberében az Egri Városszépítő Egyesület állíttatott emléktáblát a Dr. Hibay Károly utcában, a régi családi házuk oldalfalán.[3]
- 2008 novemberében pedig a Dr. Hibay Károly úti óvoda vette fel hivatalosan is a doktor nevét. [13]
- 2014. augusztus 20-án újabb emléktáblát avattak tiszteletére az egri Érsek utcában.[3]

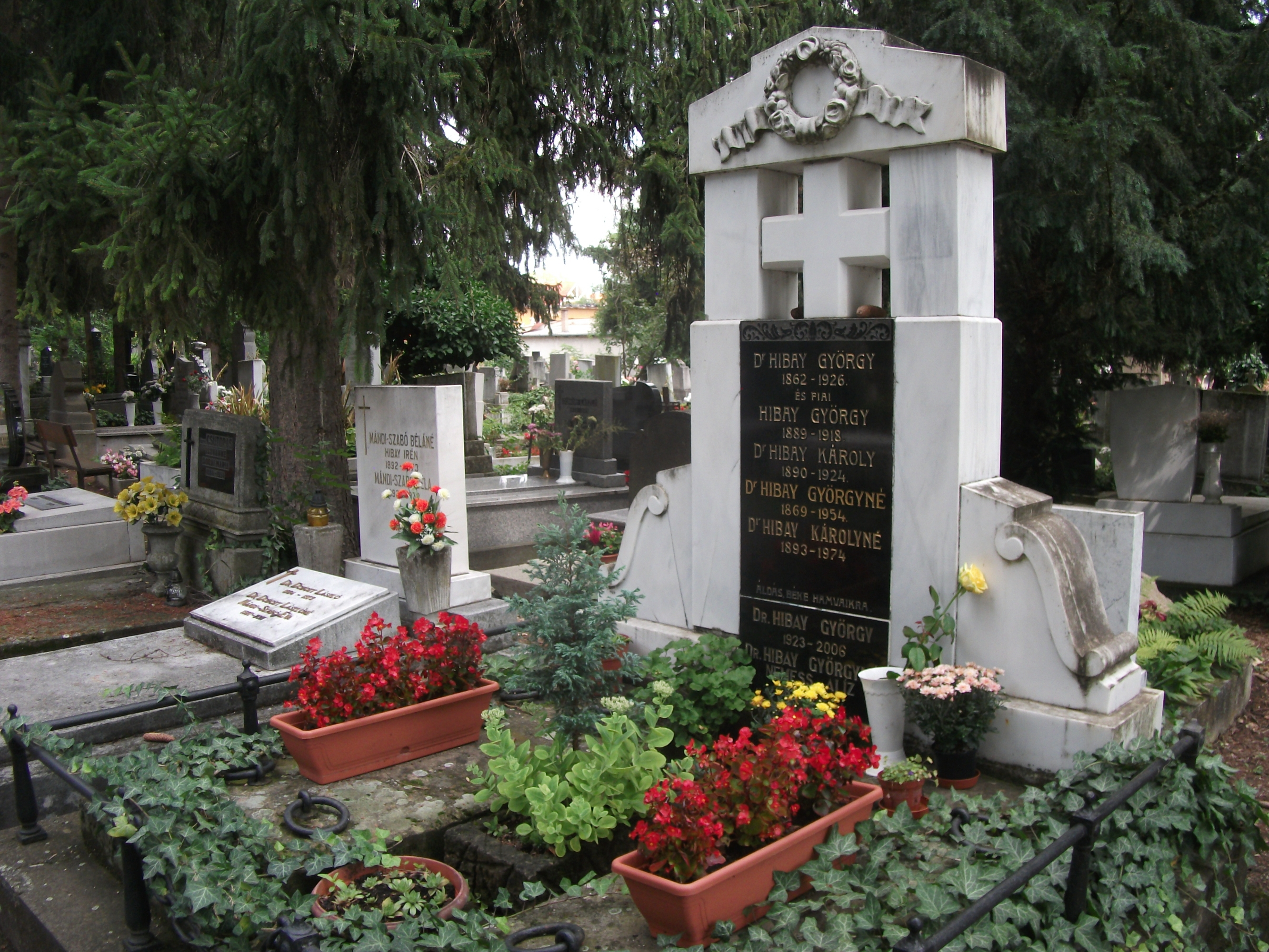
A Hibay család síremléke Egerben

Emléke máig sem múlt el nyomtalanul. Az egri Hatvani temetőben lévő sírjára ma is tesznek virágot, gyújtanak gyertyát a névtelen emlékezők.
Akit úgy tiszteltek jóságáért, szerettek emberszeretetéért, hogy azt megőrzi az emlékezet.